# Kujtim Shala
Kujtim Shala est un homme politique kosovar, ancien footballeur international croate, né le 13 juillet 1964.

## Biographie

### Carrière sportive
Né au Kosovo, il porte pourtant une fois en 1990 le maillot de l'équipe nationale croate, bien que ce match ne soit pas officiel. Après avoir joué pendant dix ans dans le championnat yougoslave, il est recruté par le Stade rennais où il joue durant une saison. Le club breton relégué en Division 2, il rejoint la Bundesliga où il évoluera successivement à Stuttgart, Chemnitz, Düsseldorf, Leipzig et Mannheim.
À 36 ans, Shala prend sa retraite, et revient au Kosovo où il devient entraîneur.

### Carrière politique
En 2014, il est nommé ministre de la Culture, de la Jeunesse et des Sports de la République du Kosovo.